# Lettisches Okkupationsmuseum

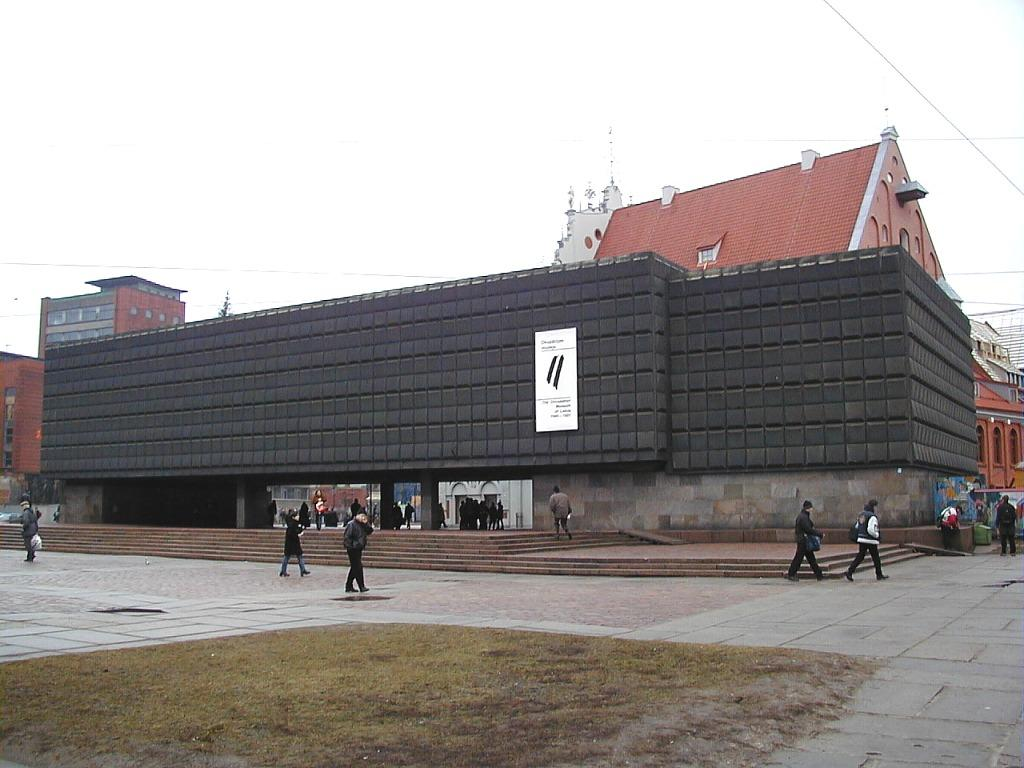
Gebäude des Okkupationsmuseums

Das Lettische Okkupationsmuseum (lett. Latvijas Okupācijas muzejs) ist ein Museum in Lettlands Hauptstadt Riga, die „Dokumentation des Traumas einer dreifachen Okkupation“. Es ist dem halben Jahrhundert von 1940 bis 1991 gewidmet, als Lettland 1940–1941 von der Sowjetunion, dann bis 1944 vom Nationalsozialistischen Deutschland und anschließend erneut von der Sowjetunion besetzt war. Das Museum wird jährlich von mehr als 100.000 Personen besucht. Damit ist es das besucherstärkste Museum des Landes.

## Geschichte
Das Museum befindet sich in einem 1970/1971 errichteten Bau am Rathausplatz in der Altstadt Rigas. Der Architekt war Dzintars Driba (1928–1993). Bis zur Wiederherstellung von Lettlands Unabhängigkeit (1990/1991) war es das Museum der Roten Lettischen Schützen, denen das Denkmal der lettischen Schützen vor dem Museum gewidmet ist.
Anfang 1993 fanden sich 11 Privatpersonen zusammen und gründeten eine Stiftung zum Aufbau eines Okkupationsmuseums. Am 1. Juli 1993 wurde eine erste, behelfsmäßige Ausstellung in Räumen des Museums der Roten Lettischen Schützen eröffnet. Nach wie vor wird das Museum rechtlich von dem aus der Stiftung hervorgegangenen Verein Okkupationsmuseum getragen, ideell und finanziell von der großen Anteilnahme lettischer Bürger. Zu den regelmäßigen Unterstützern zählen u. a. der Verein Daugavas Vanagi und der Chor Daugavas vanadzes. Seit 1997 erhält das Museum einen staatlichen Zuschuss. Die Spenden bleiben jedoch die Haupteinnahme.

## Die Dauerausstellung
Die Dauerausstellung ist chronologisch aufgebaut:
- Die erste Abteilung stellt die erste Besetzung des unabhängigen Lettland durch der Roten Armee im Jahre 1940 infolge des Hitler-Stalin-Paktes vom 23. August 1939 dar sowie die erste Welle der Deportationen in die Sowjetunion.
- Die zweite Abteilung gilt der Zeit der deutschen Besetzung von 1941 bis 1944/1945. Sie zeigt u. a., wie Letten im Zweiten Weltkrieg sowohl auf sowjetischer wie auf deutscher Seite kämpften, und den Holocaust in Lettland.[10]
- Die dritte Abteilung ist die größte, denn sie behandelt den längsten Zeitraum der Okkupation, nämlich die zweite Besetzung Lettlands durch die Sowjetunion 1944/1945 und die Epoche der Lettischen Sozialistischen Sowjetrepublik (bis 1990). Sie zeigt u. a. die zweite Welle der Deportationen in die Sowjetunion 1945 und die dritte 1949 sowie den Widerstand der Waldbrüder.
- Die vierte Abteilung widmet sich der lettischen Emigration (1944/1945 flohen mehr als 200.000 Letten in den Westen) und dem Beitrag der im Ausland lebenden Letten zur Pflege der lettischen Kultur und Sprache.
- Die fünfte und letzte Abteilung dokumentiert das Aufkommen und Aufbegehren der lettischen Freiheitsbewegung seit der Mitte der 1980er Jahre und die Wiedergewinnung der Unabhängigkeit 1990/1991.

## Sonderausstellungen (Auswahl)
In den Jahren von 2005 bis 2007 dokumentierte das Okkupationsmuseum das Schicksal deportierter Familien durch die Aufnahme von mehr als 2000 Interviews mit Überlebenden und deren Angehörigen. Eine Auswahl dieser Lebensgeschichten wurde in einer Sonderausstellung öffentlich gemacht.
Von 2011 bis 2014 zeigte das Okkupationsmuseum die vielbeachtete Sonderausstellung Rumbula. Nozieguma anatomija. 1941 (Rumbula. Anatomie eines Verbrechens 1941) über den Massenmord an lettischen und deutschen Juden im November und Dezember 1941 im Wald von Rumbula. Sie entstand in Zusammenarbeit mit dem Museum „Juden in Lettland“ und wurde maßgeblich von Marģers Vestermanis gestaltet.

## Der Erweiterungsbau
Seit 2001 berieten die lettische Regierung, die Stadtverwaltung Riga, die Museumsleitung und weitere Fachleute über einen dringend benötigten Erweiterungsbau. Der 1925 in Riga geborene, in den USA lebende Architekt Gunnar Birkerts, der die Lettische Nationalbibliothek geplant hatte, legte einen 2008 approbierten Entwurf vor, demzufolge der dunkle Quader des einstigen Museums der Roten Lettischen Schützen durch einen hellen, die wiedergewonnene Freiheit symbolisierenden Quader verlängert werden sollte. Da die Finanzierung ungesichert war, ruhten die Pläne. Zudem gab es eine Kontroverse darüber, ob das bestehende Gebäude als Baudenkmal im Äußeren unverändert zu erhalten sei. In diesem Sinne plädierten mehrere bekannte lettische Architekten: Es sei ein Monument des sowjetischen Modernismus. Das staatliche Denkmalamt hingegen hatte keine Bedenken und genehmigte die Pläne für den Anbau, ebenso der Rat für den Erhalt und die Entwicklung der Altstadt von Riga. Die Stadtverwaltung Riga erteilte jedoch keine Baugenehmigung.
Im September 2016 beschloss die Saeima eine Novelle des Gesetzes über das Okkupationsmuseum, wodurch die Planungshoheit dem Ministerium für Umweltschutz und Regionalentwicklung übertragen wurde. Damit wurde der Weg frei gemacht, das Vorhaben wieder aufzunehmen. Während des Umbaus zeigte das Museum seine Ausstellung im Gebäude der ehemaligen US-Botschaft (Raiņa bulvāris 7). Von September 2018 bis Ende 2021 entstand der Neubau; Anfang 2022 wurde die neue Dauerausstellung eingerichtet. Am 30. Mai 2022 eröffnete Staatspräsident Egils Levits das erweiterte Museum.

## Auszeichnungen
- 2007: Preis der Stiftung für Abendländische Ethik und Kultur (STAB), Zürich, zusammen mit dem Sandra Kalniete.[17]